# Call Jueu de Montblanc
El Call de Montblanc fou un dels principals barris jueus dels Països Catalans durant l'edat mitjana. Dins aquest barri, el Carrer dels Jueus i els arcs que hi ha són un conjunt del municipi de Montblanc (Conca de Barberà) protegit com a bé cultural d'interès local.
Els jueus es van establir a Montblanc el segle xiii i hi van crear una comunitat pròpia amb el seu barri, portal a la muralla, sinagoga i cementiri. D'aquest call només resta aquest carrer. L'entorn es correspon amb l'antiguitat dels arcs, però el del final del carrer es troba actualment apuntalat i amb perill de caure.

## Descripció
A Montblanc la comunitat jueva estava establerta en el centre històric de la vila, dins les muralles i als voltants de l'actual plaça dels Àngels i de l'anomenat carrer dels Jueus, on encara s'hi conserva un arc medieval. El barri tenia tres portals d'entrada. El principal (W) donava accés directe al centre de Montblanc i permetia la incorporació al Camí Ral que creuava la vila (a l'alçada dels actuals Quatre Cantons). El portal del Nord estava situat prop de l'església de Sant Miquel de Montblanc. El portal de l'Est permetia l'accés a la muralla i a l'exterior de la vila, actualment confluència dels carrers de Sant Josep i Forn de la Vila.
El Call tenia una amplada que arribava al Portal de Bové, amb sortida a la Muralla de Santa Tecla per una banda; i, per l'altra, fins al Camí Ral, actual Carrer Major. El fossar dels Jueus (el cementiri) es va situar a prop del riu Francolí i disposava de diverses sinagogues, escorxador propi, banys exclusius i forn propi.

## Història
Des del moment de la fundació de la vila (1163) es té constància d'un primer grup reduït de jueus que s'hi instal·laren. A poc a poc el grup augmentà i es formà el call, que degut a la importància adquirida fou reconegut com a aljama, és a dir, que tenia el privilegi de comptar amb estructura de govern presidida pels secretaris i el seu Consell.
L'aljama montblanquina rebé ja a mitjans de segle xiii un vertader estol de privilegis (que se'ls atorgava molt probablement a canvi de contribució a les arques reials); així el 1261 Jaume I declarà vàlides totes aquelles vendes que tractessin de grans i mercaderies en general, el 1264 se'ls regulà el règim d'usures i el 1265 el monarca els reconegué el dret de no poder ser detinguts a l'interior de la sinagoga.
Tot i l'estreta relació econòmica amb el Conqueridor, el 1268 els manllevà una forta suma de diners per pagar part de les despeses de la guerra contra Roger Bernat III de Foix. El Rei Jaume el Just va concedir la clausura del Call el mes de maig de 1298 per mitjà de tres portals d'accés. Fou aleshores que el nombre de jueus adquirirà la importància que tingué al segle xiv, quan disposaven de cementiri propi fora del clos emmurallat, escorxador propi, més d'una sinagoga i el barri era ple d'una intensa activitat comercial.
Tanmateix la població montblanquina, com succeïa a la resta d'Europa, va ser hostil als jueus en diverses ocasions al llarg dels segles, així una de les sinagogues fou enderrocada cap al 1311 (any en què els fou concedit el privilegi de vestir amb túnica telar com ho feien els de Barcelona, Tarragona i Vilafranca del Penedès). L'any següent l'Arquebisbe Guillem de Rocabertí va obrir un procés inquisitorial contra el Call sota l'acusació de convertir al judaisme un jueu convers que hagués significat gairebé la fi del barri si no fos per la intercessió de Jaume II. També el 1320 els jueus van queixar-se al monarca Jaume el Just dels nous estatuts locals que els Jurats de la Vila els van inferir.
Amb l'arribada de la Pesta Negra el 1348 els jueus foren acusats de ser-ne els propagadors i es produïren diversos assalts i assassinats al Call fins que el rei feu vigilar el barri a les autoritats. Fets que es repetiren durant l'estiu de 1391 quan la futura reina Maria de Luna envià una carta als prohoms de Montblanc que ordenava punir e castigar asprament tots aquells que sabrets que injuriar o escandalitzar la dita Aljama. L'assalt al Call de 1391 va deixar els jueus en un estat econòmic precari i gairebé arruïnats del que ja no en sortirien.
Durant el segle xv, l'Aljama montblanquina perdé el seu status social convertint-se en un petit call de la Catalunya Trastàmara. El 1489 la Inquisició atacà durament els jueus montblanquins i molts emigraren al Regne de Mallorca, on una centúria enrere ja n'hi havien anat diversos. Tres anys més tard, el 1492, els Reis Catòlics signaren el decret d'expulsió -o conversió- dels jueus que significaria la fi per als calls de l'imperi Espanyol.

## Els jueus montblanquins
La comunitat jueva montblanquina estava formada per rics comerciants que van fer famosos els teixits manufacturats de la vila; també hi havia molt bons argenters, mercaders, drapers, banquers i sastres —els quals formaven un fort teixit social i econòmic. A més, a conseqüència de les relacions mercantils, s'han trobat referències de mercaders jueus montblanquins a diversos pobles com Sarral, Santa Coloma de Queralt, Valls, Barcelona o Palma, entre d'altres.
Es coneixen alguns personatges jueus montblanquins destacats de l'època com:
- Astruga (1186), una rica jueva conversa que va cedir els seus béns al Monestir de Poblet.
- Abraham Brunell i Juceff Brunell (1323), germans que tenien importants negocis a Sarral.
- Vidal Azday (1321), a qui Jaume II li concedí salveconducte reial per sis mesos.
- Gaulip (1371), conegut argenter posteriorment instal·lat a Valls.

A més, Montblanc tenia contractats metges de gran renom com:
- Adzay Brunell (1381)
- Bonsenyor Brunell (1391), metge que prestava els seus serveis al mateix monarca Joan el Caçador
- Vidal Mercadell (1492), que es convertí al cristianisme amb el nom de Joan Marc per lliurar-se de l'exili.